# Jekaterina Patjuk
Jekaterina Patjuk (* 6. April 1983 in Tallinn, Estnische SSR, Sowjetunion) ist eine estnische Leichtathletin, die im Mittelstrecken- und Langstreckenlauf sowie im Hindernislauf an den Start geht.

## Sportliche Laufbahn
Erste internationale Erfahrungen sammelte Jekaterina Patjuk im Jahr 2005, als sie bei der Sommer-Universiade in Izmir im 5000-Meter-Lauf in 16:58,48 min den zwölften Platz belegte. Zwei Jahre später erreichte sie bei den Studentenweltspielen in Bangkok in 10:30,03 min ebenfalls Rang zwölf, diesmal trat sie aber im Hindernislauf an. 2009 wurde sie bei der Sommer-Universiade in Belgrad in 10:03,95 min Siebte im Hindernislauf und 2014 schied sie bei den Europameisterschaften in Zürich mit 10:03,60 min im Vorlauf aus. Im selben Jahr stellte sie in Tallinn mit 9:50,15 min einen neuen Landesrekord auf.
In den Jahren 2005, 2006 und 2009 wurde Patjuk estnische Meisterin im 1500-Meter-Lauf, 2006, 2007, 2009 und 2010, von 2012 bis 2015, 2017 und 2020 siegte sie über 5000 Meter. Von 2007 bis 2012 sowie 2014 und 2015 siegte sie im Hindernislauf, 2009 im Halbmarathon und 2019 und 2020 auch über 10.000 Meter. In der Halle siegte sie von 2005 bis 2007, 2009 und 2010, 2012 und 2015 über 1500 Meter und von 2005 bis 2012, 2014, 2015 und 2020 im 3000-Meter-Lauf.

## Persönliche Bestleistungen
- 1500 Meter: 4:25,82 s, 30. Juli 2011 in Tallinn
  - 1500 Meter (Halle): 4:26,48 min, 19. Februar 2011 in Tallinn
- 3000 Meter: 9:36,16 min, 18. Juni 2005 in Tallinn
  - 3000 Meter (Halle): 9:26,90 min, 23. Februar 2014 in Tallinn
- 5000 Meter: 15:54,94 min, 22. Juni 2014 in Tallinn
- 10.000 Meter: 34:28,02 min, 19. Juli 2020 in Tallinn
- Halbmarathon: 1:15:17 h, 10. September 2017 in Tallinn
- 3000 m Hindernis: 9:50,15 min, 21. Juni 2014 in Tallin (estnischer Rekord)